# Čching-ma
Most Čching-ma (čínsky v českém přepisu Čching-ma ta-čchiao, pchin-jinem Qīngmǎdàqiáo, znaky 青馬大橋, přepisováno také Tsing Ma) v Hongkongu patří mezi nejdelší visuté mosty. Doprava je vedena ve dvou úrovních. Horní mostovka nese šestiproudou dálnici, na spodní je dvoukolejná trať a dvoupruhová servisní komunikace (využívá se i pro dopravu za silného větru).
Rozpětí hlavního pole je 1377 m (8. největší na světě), celková délka mostu 2,2 km, šířka mostu 41 m a výška pylonů 206 m.
Most se stavěl od května 1992 do května 1997. Stal se důležitou součástí spojení ostrova Hongkong s ostrovem Lantau.